# Corabia - Turnu Măgurele
Corabia – Turnu Măgurele este o arie protejată (arie specială de conservare — SAC, sit de importanță comunitară — SCI) din România, desemnată în scopul protejării biodiversității și menținerii într-o stare de conservare favorabilă a florei spontane și faunei sălbatice, precum și a habitatelor naturale de interes comunitar aflate în arealul zonei de protecție. Aceasta se întinde pe teritoriile administrative a județelor Olt și Teleorman.

## Localizare
Aria naturală se află în extremitatea sud-estică a județului Olt, în Lunca Dunării, (Corabia, Gârcov, Giuvărăști, Orlea) și cea sud-vestică a județului Teleorman (Ciuperceni, Islaz, Traian, Turnu Măgurele), în imediata apropiere de drumul național DN54, care leagă municipiul  Turnu Măgurele de orașul Corabia. Centrul sitului Corabia - Turnu Măgurele este situat la coordonatele 43°43′42″N 24°41′07″E / 43.728236°N 24.685408°E.

## Înființare
Situl Corabia - Turnu Măgurele (ROSCI0044) a fost declarat sit de importanță comunitară în decembrie 2007 pentru a proteja 16 specii de animale. Situl a fost protejat și ca arie specială de conservare în mai 2022

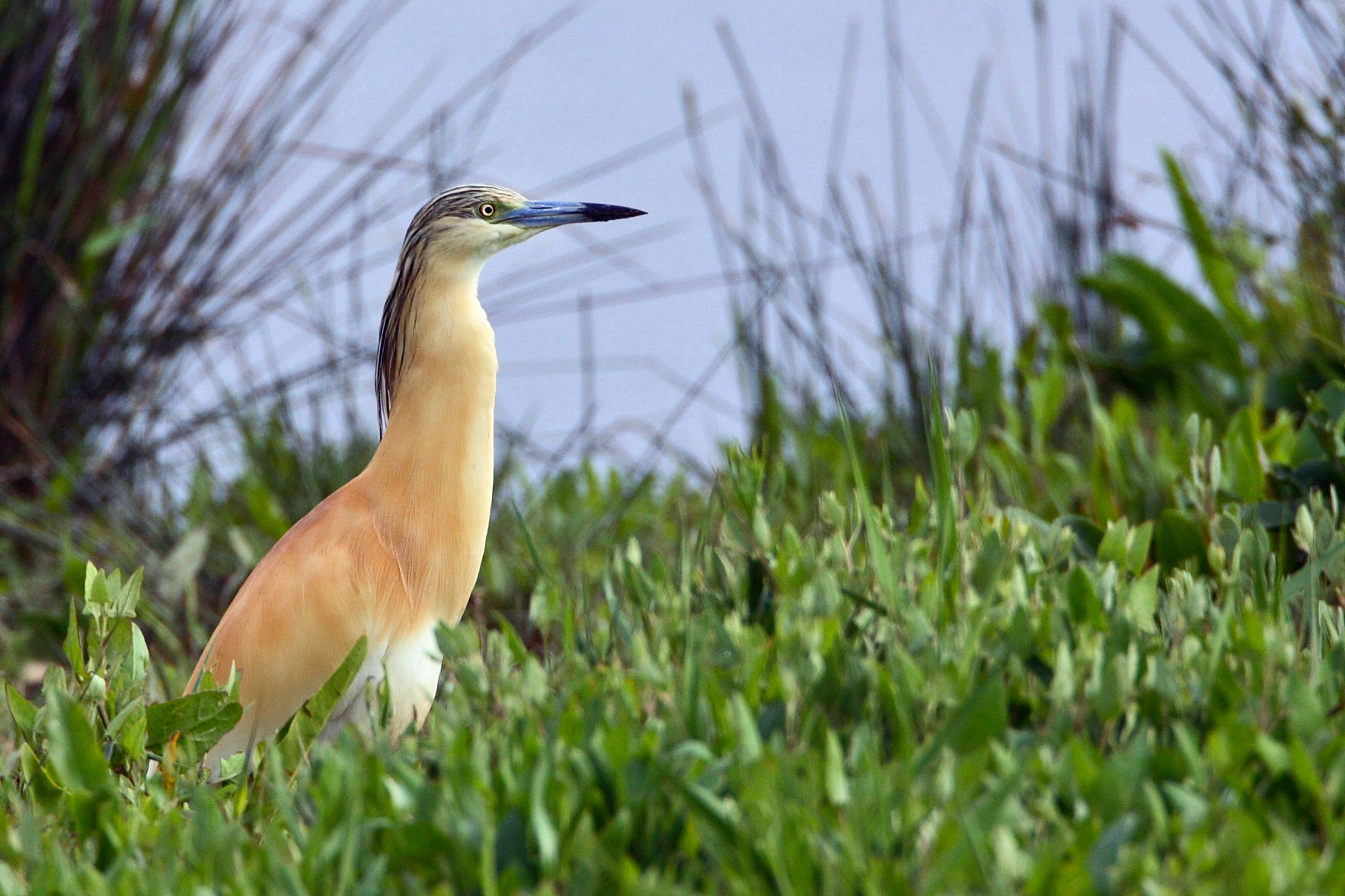
Stârc galben (Ardeola ralloides)

Planul de management a fost aprobat prin Ordinul ministrului mediului, apelor și pădurilor nr.909 din 2023 privind aprobarea Planului de management al ariilor naturale protejate ROSPA0024 Confluența Olt—Dunăre și ROSCI0044 Corabia—Turnu Măgurele, incluzând aria naturală protejată de interes național B10. Ostrovul Mare ca urmare a Proiectului MySMIS 102491

## Biodiversitate
Aria protejată (încadrată în bioregiunea geografică continentală) reprezintă o zonă naturală (râuri, plaje cu nisip, lacuri, mlaștini, turbării, pajiști, păduri în tranziție, păduri de foioase) cu rol de protecție și conservare a unor habitate de interes comunitar, ce  asigură condiții de hrană, cuibărit și viețuire pentru mai multe specii de păsări migratoare, de pasaj sau sedentare (unele protejate prin lege). 
În arealul sitului au fost identificate cinci tipuri de habitate naturale comunitare, astfel: păduri aluviale cu Alnus glutinosa și Fraxinus excelsior (Alno-Padion, Alnion incanae, Salicion albae); păduri ripariene mixte cu Quercus robur, Ulmus laevis, Fraxinus excelsior,  Fraxinus angustifolia și (Ulmenion minoris) de-a lungul râurilor; pajiști aluviale cu Cnidium dubium; zăvoaie cu Salix alba și Populus alba și habitate cu ape oligo-mezotrofe și vegetație acvatică (Chara).
La baza desemnării sitului se află mai multe specii protejate:
- amfibieni (2): buhai de baltă cu burta roșie (Bombina bombina), triton cu creastă dobrogean (Triturus dobrogicus)
- mamifere (2): vidră de râu (Lutra lutra), popândău (Spermophilus citellus)
- pești (12): scrumbie de dunăre (Alosa immaculata), avat (Aspius aspius), Cobitis taenia Complex, Gymnocephalus baloni, răspăr (Gymnocephalus schraetzer), țipar (Misgurnus fossilis), săbiță (Pelecus cultratus), boarță (Rhodeus amarus), porcușor de nisip (Romanogobio kesslerii), porcușor de șes (Romanogobio vladykovi), fusar (Zingel streber), pietrar (Zingel zingel)

Printre păsări prezente în sit se află câteva specii protejate la nivel european prin  Directia CE 147/CE din 30 noiembrie 2009 (privind conservarea păsărilor sălbatice); astfel: egretă mică (Egretta garzetta), egretă albă (Egretta alba), ciocântors (Recurvirostra avosetta), piciorong (Himantopus himantopus), chiră de baltă (Sterna hirundo), lopătar (Platalea leucorodia), chiră mică (Sterna albifrons), stârc de noapte (Nycticorax nycticorax) sau stârc galben (Ardeola ralloides) .

## Căi de acces
- Drumul național DN54 pe ruta: Zimnicea - Turnu Măgurele - Corabia